# Anton Kanibołocki
Anton Ołehowycz Kanibołocki, ukr. Антон Олегович Каніболоцький (ur. 16 maja 1988 w Kijowie) – ukraiński piłkarz, grający na pozycji bramkarza .

## Kariera piłkarska

### Kariera klubowa
Wychowanek klubów Łokomotyw Kijów i Widradnyj Kijów, barwy których bronił w juniorskich mistrzostwach Ukrainy (DJuFL). Karierę piłkarską rozpoczął w drużynie rezerwowej Dnipra Dniepropetrowsk. 23 listopada 2008 debiutował w podstawowej jedenastce w Premier-lidze w meczu z Tawrią Symferopol. W rundzie wiosennej sezonu 2009/10 został wypożyczony do Krywbasa Krzywy Róg. 24 lipca 2012 podpisał wstępny 5-letni kontrakt z Szachtarem Donieck, do którego miał przenieść się dopiero 1 stycznia 2013 roku. Ale już wkrótce 31 lipca 2012 kontrakt był przepisany, zgodnie którego piłkarz 1 sierpnia 2012 przeszedł do Szachtara. 24 czerwca 2017 podpisał kontrakt z azerskim Qarabağ Ağdam. 28 czerwca 2018 opuścił azerski klub. 17 lipca 2018 r. podpisał dwuletni kontrakt z Miedzią Legnica. 10 lutego 2020 został piłkarzem Karpat Lwów.

### Kariera reprezentacyjna
W 2008 debiutował w młodzieżowej reprezentacji Ukrainy. Łącznie rozegrał 14 meczów.